# Celina (Tennessee)
Celina település az Amerikai Egyesült Államok Tennessee államában, Clay megyében, melynek megyeszékhelye is. Lakosainak száma 1422 fő (2020. április 1.).

## Népesség
A település népességének változása:

| 2010 | 1 495 |
| 2020 | 1 422 |